# Multiprofessionalität
Bei Multiprofessionalität handelt es sich um die Zusammenarbeit unterschiedlicher Berufsgruppen. Im Bereich der Gesundheitsberufe kommt es in Deutschland zu koordinierter Zusammenarbeit dieser. Bei Entwicklung von Verständnis füreinander und klarer Abgrenzung der Zuständigkeiten kann es zu einem optimalen Einsatz der vorhandenen Ressourcen kommen. Die Zusammenarbeit kann über persönliche Beziehungen, im Team oder in Projekten erfolgen.
Es ist anzunehmen, dass es durch Synergieeffekte, verschiedene Perspektiven und der aus der Zusammenarbeit folgende Kompetenzerweiterung zu einer Professionalisierung kommt. Die Herausforderung liegt im Arbeitsalltag darin, die Beteiligten auf ein Handlungsfeld zu vereinigen, da ihnen in der Regel nicht bewusst ist, dass diverse Professionalitätskonzepte der unterschiedlichen Berufsgruppen zu Grunde liegen. Die Multiprofessionalität soll eine praktische Verwirklichung vom ganzheitlichen Denken ermöglichen.
Im Bereich der sektoralen multiprofessionellen Kooperation wird bemängelt, dass eine Ergänzung mangels geeigneter Bedingungen oft nur in Notsituationen realisierbar ist. Multiprofessionalität bedeutet nicht, dass eine Person das Fachwissen der Berufsgruppen vereint.